# 1,5-Циклооктадиен
1,5-Циклооктадиен (обычно сокращённо COD) — представляет собой непредельный углеводород с общей формулой C8H12, содержащий в своей структуре восьмичленный углеродный цикл с  двумя несопряженными двойными связями. Является диеном циклического строения. Бесцветная жидкость с резким запахом, малорастворимая в воде.

## Синтез
1,5-Циклооктадиен может быть получен в результате димеризации 1,3-бутадиена в присутствии никеля в качестве катализатора. В качестве побочного продукта образуется 4-винилциклогексен.